# Felipe Larrazábal
Felipe Larrazábal (Caracas, Venezuela, 31 de julio de 1816 - Océano Atlántico, 23 de noviembre de 1873) fue un músico, abogado y político venezolano. Liberalista destacado por su labor musical en Venezuela y su participación para lograr la libertad de imprenta. Fue un representante del romanticismo venezolano y uno de los primeros en recopilar los escritos de Simón Bolívar.

## Vida
Fue hijo de Juan Santos Larrazábal de la Rebilla y de Carmen Betancourt y Sistiaga. Debido a la Guerra de Independencia de Venezuela, él junto a toda su familia tuvieron que mudarse a España, allí junto a sus hermanos Juan Manuel y José Antonio, empieza a estudiar música. Después de 1830, todos regresan a tierras venezolanas. Larrazábal continúa sus estudios musicales y se convierte en discípulo de Atanasio Bello, asiste a las clases dictadas por Juan Meserón y Juan José Tovar en el colegio Independencia. En 1839, fue parte de la orquesta a cargo de Toribio Segura junto con sus hermanos. Durante esos años, también se dedicaba a escribir artículos políticos en la prensa caraqueña.
El 20 de agosto de 1840, Larrazábal es parte del grupo fundador del Partido Liberal. En 1842 se gradúa de doctor en derecho en la Universidad Central de Venezuela (UCV). Para 1843, se dedicó a escribir para el periódico El Liberal y dos años después, en 1845 funda su propio periódico, El Patriota. Cuando José Tadeo Monagas se convierte en presidente del país, se encarga de poner en cargos importantes a varios de los miembros más importantes del Partido Liberal, de esta forma Larrazábal se convierte en gobernador de provincia entre 1848 y 1850; y en diputado entre 1852 y 1854. Durante este último cargo participó en la elaboración de la Ley de abolición de la esclavitud.
Después de terminada la Guerra Federal, en el año de 1863 funda el diario El Federalista. Al año siguiente, se dedica a enseñar la cátedra de Derecho Público en la UCV. En 1868, funda en Caracas el Conservatorio de Música. En 1870 se convierte en Director del Conservatorio de Bellas Artes y miembro de la Alta Corte Federal. Fue uno de los que encabezó la junto que se encargó de recibir de nuevo en el país a Antonio Leocadio Guzmán.
A pesar de que Antonio Guzmán Blanco también era del Partido Liberal, sus acciones como presidente en los últimos años fueron creando diferencias entre otros miembros como Larrazábal, por lo que empezó a realizar actividades de conspiración como incitar al alzamiento de Matías Salazar. Sin éxito alguno, ambos fueron expulsados del país por Guzmán Blanco en 1871. Larrazábal continuó sus planes de conspiración desde la isla de Curazao donde publica numerosas críticas al gobierno de Guzmán Blanco; sin embargo pronto se queda sin dinero pues todos su bienes fueron embargados. Se dirige en barco hacia Nueva York con el fin de llegar a Francia y publicar algunas de sus obras, la embarcación en la que iba naufragó y Larrazábal murió.

## Obras
- Historia de los Seminarios Clericales (1856)
- Principios de derecho público (1864)
- Vida del Libertador Simón Bolívar (1865)
- Trío para piano, violín y violoncelo
- Principios de derecho político
- Relación (1869)